# 毛銳
毛锐（？—1523年），陝西行都指揮使司涼州衛（今甘肅省武威縣）人，明朝軍事將領。伏羌伯。
毛锐为毛忠之孙，襲伏羌伯爵位。成化年间，协助镇守南京应天府。弘治初年，镇守湖广地区、后改为两广。其平定民乱，屡有战功。弘治九年攻破广西叛乱，赠歲祿二百石。随后接连平定思恩土官岑浚叛变、賀縣僮族民乱，加封至太子太傅。正德三年，劉瑾欲殺尚書劉大夏，毛锐授连坐而下诏狱。之后贿赂劉瑾，起用为漕运总督。再过一年，劉瑾被诛，毛锐被弹劾。正德六年，再次启用平定劉六劉七起義。次年正月，与劉宸部交战，后兵败受伤，將印丢失。当时恰逢許泰援軍抵达后获救。之后言官交相弹劾，于是召还，但不予加罪。明世宗即位后，再次启用镇守胡广。三年后去世，赠太傅，謚威襄。